# 탈것
차량(車輛) 또는 탈것(vehicle,  라틴어  vehiculum)은 일반적으로 사람이나 화물, 또는 둘 다를 운송하기 위해 자체 추진력을 갖도록 설계된 기계이다. "탈것"이라는 용어는 일반적으로 인력 운송 장비(예: 자전거, 삼륜차, 벨로모빌), 동물 동력 운송 장비(예: 마차, 왜건, 소달구지, 개썰매), 모터 비클(예: 모터사이클, 자동차, 트럭, 버스, 이동성 스쿠터) 및 궤도 차량(열차, 노면전차 및 모노레일)과 같은 육상 차량을 가리키지만, 더 넓은 의미에서는 케이블 교통(삭도 및 엘리베이터), 워터크래프트(선박, 보트 및 수중차량), 수륙양용차(예: 나사 추진 차량, 호버크래프트, 수상기), 항공기(비행기, 헬리콥터, 글라이더 및 에어로스탯) 및 우주선(우주선, 스페이스플레인 및 우주발사체)도 포함한다.
이 문서는 주로 바퀴, 무한궤도, 선로 또는 스키판과 같은 지면과의 접촉 인터페이스 유형뿐만 아니라 자기부상열차와 같은 비접촉 기술로 크게 분류될 수 있는, 보다 보편적인 육상 차량에 대해 다룬다. ISO 3833-1977은 도로 차량 유형, 용어 및 정의에 대한 국제 표준이다.

## 역사
역사학자들은 선사 시대부터 보트가 사용되었을 것으로 추정한다. 기원전 약 5만년에서 1만 5천년으로 거슬러 올라가는 보트가 묘사된 암각화가 오스트레일리아에서 발견되었다. 고고학적 발굴에서 발견된 가장 오래된 보트는 통나무배로, 네덜란드 늪지대에서 발견된 가장 오래된 통나무배인 페세 카누는 방사성 탄소 연대 측정을 통해 기원전 8040년~7510년으로 거슬러 올라가며, 이는 9,500년~10,000년 전의 것이다.
7,000년 된 갈대와 타르로 만든 바다를 항해하는 배가 쿠웨이트에서 발견되었다.
보트는 기원전 4000년~3000년 사이에 수메르, 고대 이집트 및 인도양에서 사용되었다.
기원전 약 4000년~3000년경부터 낙타가 끄는 바퀴 달린 차량의 증거가 있다.
현재까지 발견된 철도의 전신인 궤도차로의 가장 초기 증거는 길이 6 to 8.5 km (4 to 5 mi)의 디오코스 궤도차로로, 기원전 600년경부터 코린토스 지협을 가로질러 보트를 운송하는 데 사용되었다. 사람과 동물이 끄는 바퀴 달린 차량은 석회암의 홈을 따라 달렸으며, 이 홈은 궤도 역할을 하여 왜건이 의도된 경로를 벗어나지 않도록 했다.
서기 200년, 마쥔은 초기 형태의 유도 시스템을 갖춘 차량인 지남차를 제작했다.

말이 끄는 네 바퀴 차량인 역마차는 13세기 잉글랜드에서 유래했다.
중세 암흑시대 이후 유럽에서 철도가 다시 등장하기 시작했다. 이 시기 유럽 철도의 가장 오래된 기록은 1350년경으로 거슬러 올라가는 프라이부르크 대성당의 스테인드글라스 창이다.
1515년, 마테우스 랑 추기경은 오스트리아 호엔잘츠부르크성의 푸니쿨라인 라이스쭈크에 대한 설명을 썼다. 이 노선은 원래 목재 레일과 삼으로 만든 견인 로프를 사용했으며, 답차를 통해 사람이나 동물의 힘으로 운행되었다.
1769년: 니콜라 조제프 퀴뇨는 1769년에 최초의 자체 추진 기계식 차량 또는 자동차를 제작한 공로를 인정받는다.
러시아에서는 1780년대에 이반 쿨리빈이 플라이휠, 제동기, 변속기, 베어링과 같은 현대적인 기능을 갖춘 사람 페달 삼륜마차를 개발했지만, 더 이상 개발되지 않았다.
1783년, 몽골피에 형제는 최초의 기구 차량을 개발했다.
1801년, 리처드 트레비식은 그의 퍼핑 데블 로드 기관차를 제작하고 시연했는데, 많은 사람들이 이것이 증기 동력 도로 차량의 첫 시연이라고 믿지만, 충분한 증기 압력을 오랫동안 유지할 수 없어 실용적인 용도는 거의 없었다.
1817년, 독일의 프라이헤어 카를 폰 드라이스 남작이 발명한 라우프마쉬네("달리는 기계")는 이륜차 원리를 사용한 최초의 인력 운송 수단이 되었다. 이는 현대 자전거(및 모터사이클)의 전신으로 간주된다.
1885년, 카를 벤츠는 자신의 4행정 기관으로 구동되는 최초의 자동차인 벤츠 페이턴트 모터바겐을 제작(이후 특허 등록)했다.
1885년, 오토 릴리엔탈은 활공 실험을 시작하여 최초로 지속적이고 제어 가능하며 재현 가능한 비행을 달성했다.
1903년, 라이트 형제는 키티호크, 노스캐롤라이나에서 최초의 제어 가능한 동력 항공기인 라이트 플라이어를 비행했다.
1907년, 브레게-리셰 자이로플랜은 최초의 묶인 로터크래프트로 비행했다. 같은 해, 코르뉘 헬리콥터는 최초의 자유 비행 로터크래프트가 되었다.
1928년, 오펠은 최초의 대규모 로켓 프로그램인 오펠-RAK 프로그램을 시작했다. 오펠 RAK.1은 최초의 로켓 자동차가 되었고, 그 다음 해에는 최초의 로켓 동력 항공기가 되었다.
1961년, 소련 우주 프로그램의 보스토크 1호는 유리 가가린을 우주로 실어 날랐다.
1969년, NASA의 아폴로 11호는 최초의 달 착륙을 달성했다.
2010년, 전 세계적으로 운행되는 모터 비클의 수는 10억 대를 넘어섰는데, 이는 대략 7명당 1대 꼴이다.

## 탈것의 종류

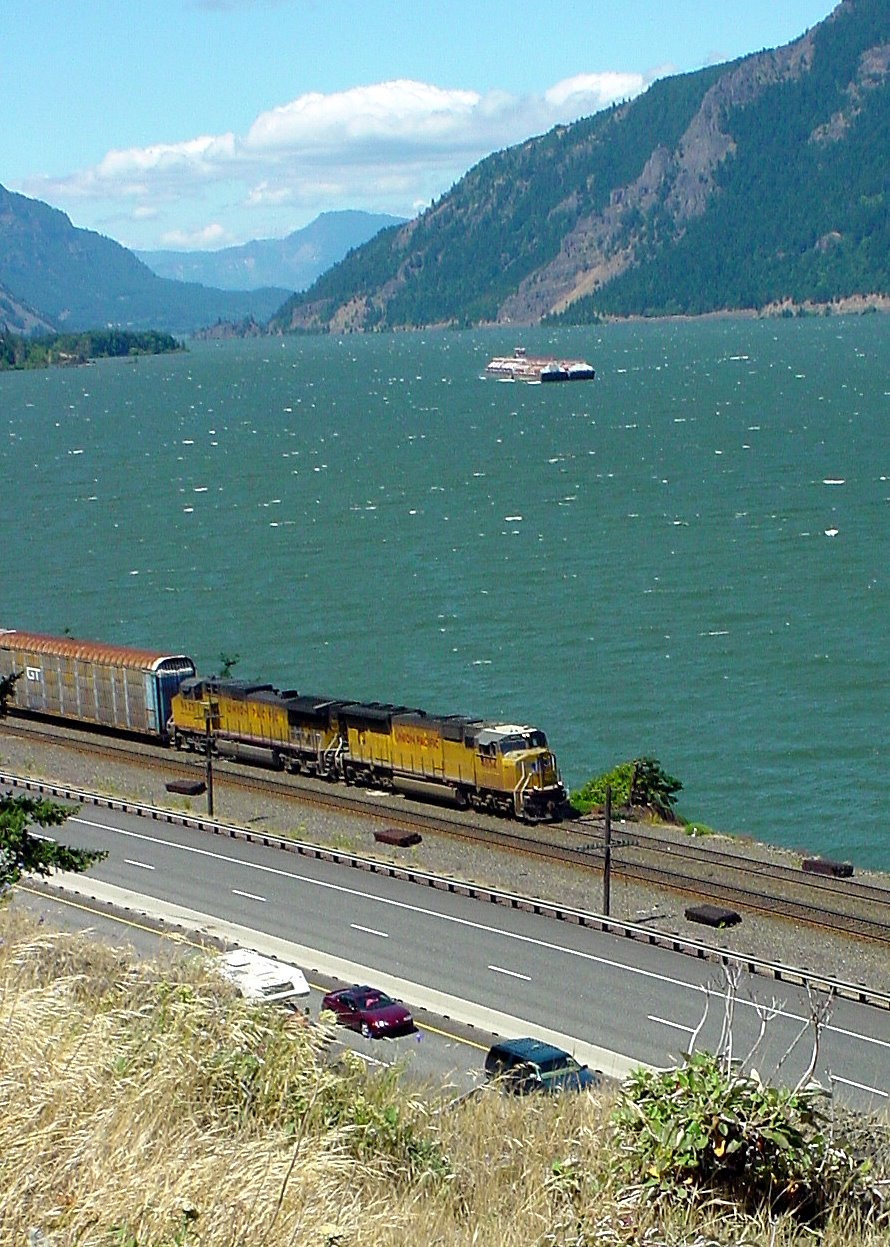
2004년 후드리버, 오리건 근처 컬럼비아 강 협곡을 따라 이동하는 자동차, 열차, 보트

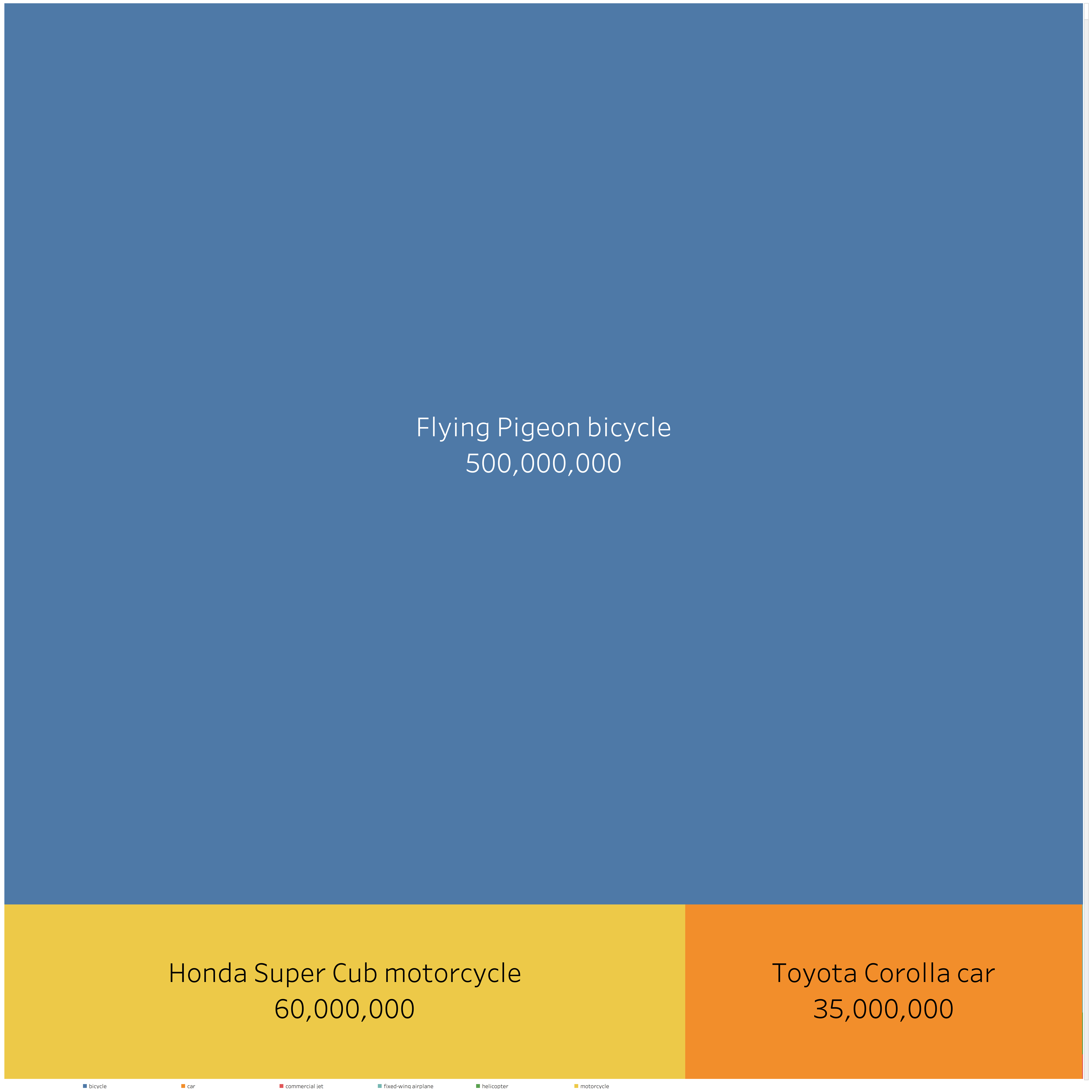
가장 많이 생산된 차량의 트리맵으로, 생산된 총량이 크기로 표시되고 유형/모델이 색상으로 구분되어 있다. 최대 확대 시 하단 오른쪽 모서리에 고정익 항공기, 헬리콥터, 상업용 제트 여객기가 보인다.

전 세계적으로 10억 대 이상의 자전거가 사용되고 있다. 2002년에는 전 세계적으로 약 5억 9천만 대의 자동차와 2억 5백만 대의 오토바이가 운행 중이었다. 최소 5억 대의 중국 플라잉 피전 자전거가 생산되었는데, 이는 다른 어떤 단일 모델의 차량보다 많은 수치이다. 가장 많이 생산된 모터 비클 모델은 2008년에 6천만 대가 팔린 혼다 커브 모터사이클이다. 가장 많이 생산된 자동차 모델은 2010년까지 최소 3,500만 대가 생산된 토요타 코롤라이다. 가장 흔한 고정익 항공기는 2017년 현재 약 44,000대가 생산된 세스나 172이다. 소련의 밀 Mi-8은 17,000대가 생산되어 가장 많이 생산된 헬리콥터이다. 최고의 상업용 제트 여객기는 2018년 약 10,000대인 보잉 737이다. KTM-5와 타트라 T3는 각각 약 14,000대로 가장 많이 생산된 노면전차이다. 가장 흔한 트롤리버스는 ZiU-9이다.

## 이동
이동은 작은 저항으로 이동할 수 있는 수단, 필요한 운동 에너지를 제공하는 동력원, 그리고 제동기 및 스티어링 시스템과 같이 움직임을 제어하는 수단으로 구성된다. 지금까지 대부분의 차량은 바퀴를 사용하여 구름 원리를 이용하여 매우 적은 구름 마찰로 이동한다.

### 에너지원

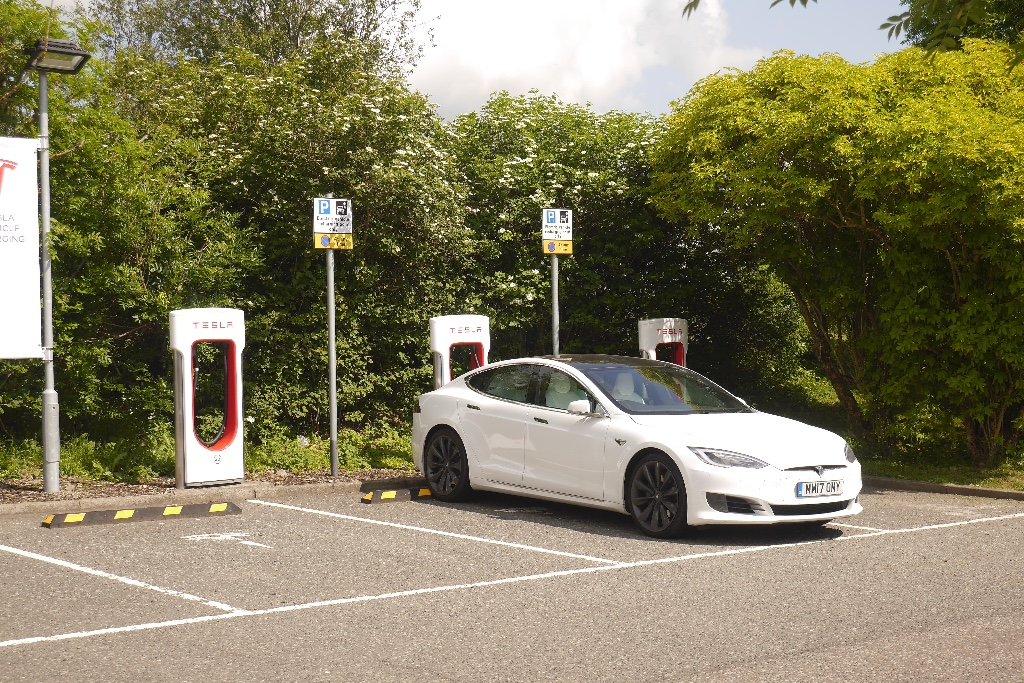
스코틀랜드 크로포드존의 충전소에 있는 전기자동차

차량이 구동되기 위해서는 에너지원이 필수적이다. 돛단배, 태양광 자동차 또는 가공선을 사용하는 전차의 경우와 같이 외부 에너지원에서 에너지를 얻을 수 있다. 에너지 밀도와 일률 밀도가 차량의 요구 사항을 충족하는 한, 필요할 때 변환하여 에너지를 저장할 수도 있다.
인력은 사람만 있으면 되는 간단한 에너지원이다. 인간이 의미 있는 시간 동안 500 W (0.67 hp)을 초과할 수 없다는 사실에도 불구하고, 2009년 기준으로 리컴번트 자전거에서 인력 동력 차량 최고 속도 기록(무페이스)은 133 km/h (83 mph)이다.
차량을 구동하는 데 사용되는 에너지원은 연료이다. 외연기관은 연소 가능한 거의 모든 것을 연료로 사용할 수 있는 반면, 내연기관과 로켓 엔진은 일반적으로 휘발유, 경유 또는 에탄올과 같은 특정 연료를 연소하도록 설계되어 있다. 음식은 자전거, 인력거 및 기타 보행자 제어 차량과 같은 비모터 차량을 구동하는 데 사용되는 연료이다.
에너지를 저장하는 또 다른 일반적인 매체는 전지로, 반응성이 뛰어나고 다양한 전력 수준에서 유용하며 환경 친화적이고 효율적이며 설치 및 유지 관리가 쉽다는 장점이 있다. 전지는 또한 자체적인 장점이 있는 전동기의 사용을 용이하게 한다. 반면에 전지는 에너지 밀도가 낮고 수명이 짧으며 극한 온도에서 성능이 저하되고 충전 시간이 길며 폐기가 어렵다(물론 일반적으로 재활용 가능). 연료와 마찬가지로 전지는 화학 에너지를 저장하며 사고 발생 시 화상과 중독을 유발할 수 있다. 전지는 또한 시간이 지남에 따라 효율이 떨어진다. 충전 시간 문제는 방전된 전지를 충전된 전지로 교체하여 해결할 수 있지만, 이는 추가적인 하드웨어 비용을 발생시키고 더 큰 전지에는 비실용적일 수 있다. 또한, 주유소에서 배터리 교환이 가능하려면 표준 전지가 있어야 한다. 연료 전지는 화학 에너지를 전기 에너지로 변환한다는 점에서 전지와 유사하지만, 자체적인 장단점이 있다.
제3궤조 및 가공선은 지하철, 철도, 노면전차 및 트롤리버스에서 흔히 볼 수 있는 전기 에너지원이다.
태양 에너지는 보다 현대적인 개발이며, 헬리오스와 같은 태양열 항공기를 포함하여 여러 태양광 자동차가 성공적으로 제작 및 테스트되었다.
원자력은 보다 배타적인 에너지 저장 형태이며, 현재는 주로 군용 대형 선박과 잠수함에 한정되어 있다. 핵에너지는 원자로, 핵전지 또는 반복적인 핵폭탄 폭발을 통해 방출될 수 있다. 핵 추진 항공기에 대한 두 가지 실험이 있었는데, 투폴레프 Tu-119와 컨베어 X-6이다.
기계적 변형은 에너지를 저장하는 또 다른 방법으로, 고무 밴드나 금속 스프링이 변형되어 원래 상태로 돌아가면서 에너지를 방출한다. 탄성 재료를 사용하는 시스템은 이력 현상으로 인해 손실이 발생하며, 금속 스프링은 너무 밀도가 높아 많은 경우에 유용하지 않다.
플라이휠은 회전하는 질량에 에너지를 저장한다. 가볍고 빠른 로터가 에너지적으로 유리하기 때문에 플라이휠은 심각한 안전 위험을 초래할 수 있다. 또한, 플라이휠은 에너지를 상당히 빠르게 누출하며 자이로 효과를 통해 차량의 조향에 영향을 미친다. 이들은 자이로버스에서 실험적으로 사용되었다.
풍력 에너지는 돛단배와 육상 요트의 주요 에너지원으로 사용된다. 매우 저렴하고 사용하기 쉽지만, 주요 문제는 날씨 의존성과 상풍 성능이다. 기구 또한 수평 이동을 위해 바람에 의존한다. 제트류를 비행하는 항공기는 고고도 바람의 도움을 받을 수 있다.
압축 가스는 현재 실험적인 에너지 저장 방법이다. 이 경우 압축 가스는 단순히 탱크에 저장되었다가 필요할 때 방출된다. 탄성과 마찬가지로 압축 시 가스가 가열될 때 이력 현상 손실이 발생한다.
중력 위치 에너지는 글라이더, 스키, 봅슬레이 및 기타 여러 내리막 차량에서 사용되는 에너지 형태이다. 회생 제동은 차량의 제동기에 발전기 또는 다른 에너지 추출 수단이 보강되어 운동 에너지를 회수하는 예시이다.

### 에너지의 일 변환

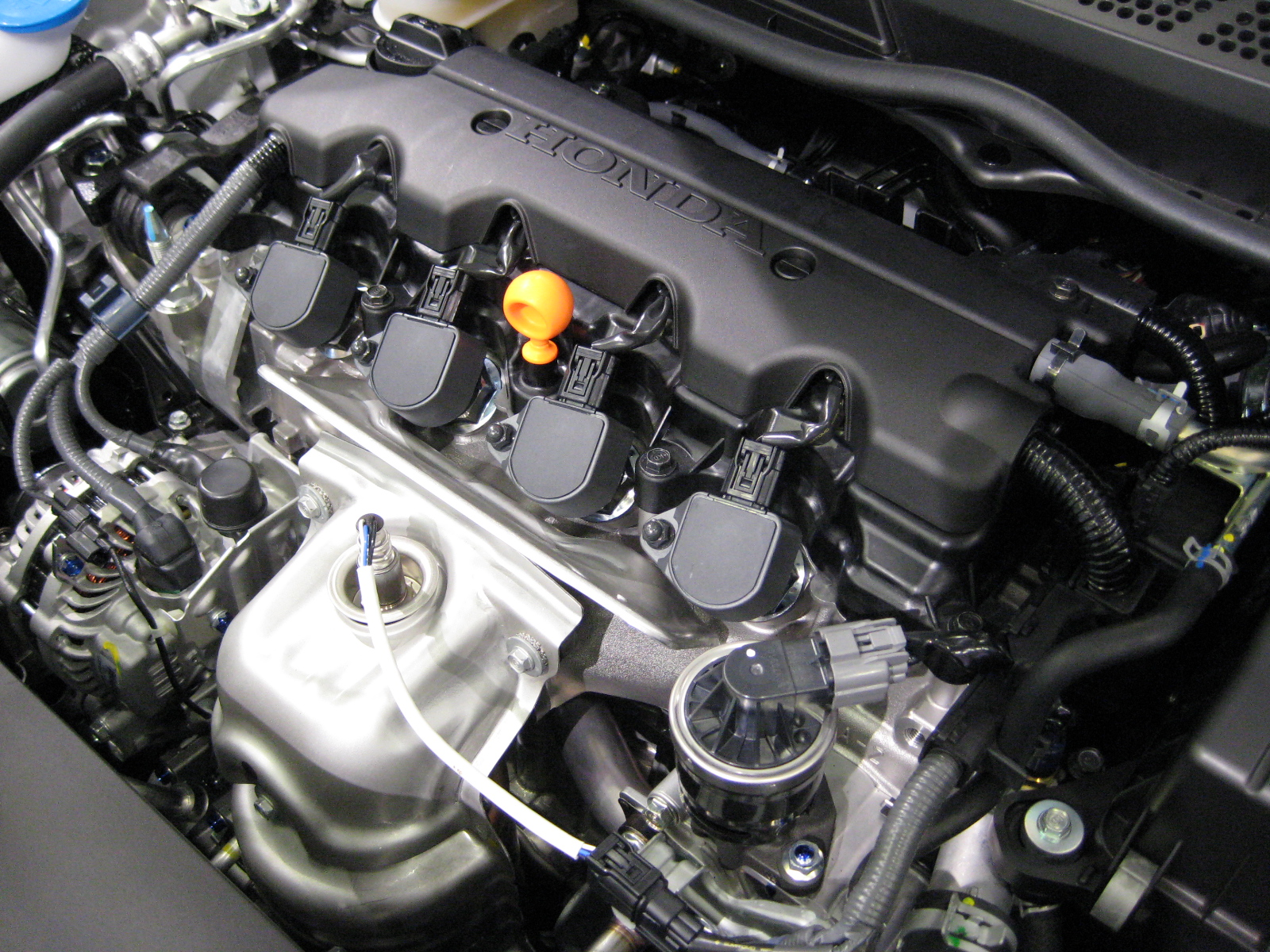
2007년형 혼다 시빅에 장착된 혼다 R18A 엔진

필요할 때 에너지는 원천에서 가져와 하나 이상의 모터나 엔진에 의해 소비된다. 때로는 디젤 잠수함의 배터리와 같은 중간 매체가 존재한다.
대부분의 모터 비클은 내연기관을 가지고 있다. 이는 상당히 저렴하고 유지 보수가 쉬우며 신뢰할 수 있고 안전하며 작다. 이러한 엔진은 연료를 연소시키기 때문에 주행 거리가 길지만 환경을 오염시킨다. 관련 엔진으로는 외연기관이 있다. 증기 기관이 이에 해당한다. 연료 외에도 증기 기관은 물이 필요하여 일부 용도로는 비실용적이다. 증기 기관은 또한 예열 시간이 필요하며, 내연 기관은 일반적으로 시동을 건 후 바로 작동할 수 있지만, 추운 조건에서는 권장되지 않을 수 있다. 석탄을 태우는 증기 기관은 황을 공기 중으로 배출하여 유해한 산성비를 유발한다.
간헐적인 내연기관은 한때 항공기 추진의 주요 수단이었지만, 현재는 가스 터빈과 같은 연속 내연기관으로 대체되었다. 터빈 엔진은 가볍고 특히 항공기에 사용될 때 효율적이다. 반면에 비용이 더 많이 들고 세심한 유지 보수가 필요하다. 또한 이물질 흡입으로 손상될 수 있으며 뜨거운 배기가스를 배출한다. 터빈을 사용하는 열차는 가스 터빈 전기 기관차라고 불린다. 터빈을 사용하는 지상 차량의 예로는 M1 에이브럼스, MTT 터빈 슈퍼바이크 및 밀레니엄이 있다. 펄스젯 엔진은 터보제트와 여러 면에서 유사하지만 움직이는 부품이 거의 없다. 이러한 이유로 과거에는 차량 설계자들에게 매우 매력적이었지만, 소음, 열, 비효율성으로 인해 포기되었다. 펄스젯 사용의 역사적 예는 V-1 비행폭탄이다. 펄스젯은 여전히 아마추어 실험에서 가끔 사용된다. 현대 기술의 발전과 함께 펄스 데토네이션 엔진이 실용화되었으며 루탄 바리에제에서 성공적으로 테스트되었다. 펄스 데토네이션 엔진은 펄스젯 및 터빈 엔진보다 훨씬 효율적이지만, 여전히 극심한 소음과 진동 수준을 겪는다. 램제트 또한 움직이는 부품이 거의 없지만, 고속에서만 작동하므로 팁 제트 헬리콥터 및 SR-71 블랙버드와 같은 고속 항공기로 사용이 제한된다.
로켓 엔진은 주로 로켓, 로켓 썰매 및 실험 항공기에 사용된다. 로켓 엔진은 엄청나게 강력하다. 지상에서 이륙한 가장 무거운 차량인 새턴 V 로켓은 5개의 F-1 로켓 엔진으로 구동되어 총 1억 8천만 마력(134.2기가와트)을 발생시켰다. 로켓 엔진은 또한 어떤 것에서도 "밀어낼" 필요가 없으며, 이는 뉴욕 타임즈가 오류로 부인한 사실이다. 로켓 엔진은 특히 간단할 수 있으며, 과산화 수소 로켓의 경우와 같이 촉매만으로 구성될 수도 있다. 이는 제트팩과 같은 차량에 매력적인 선택이 된다. 단순함에도 불구하고 로켓 엔진은 종종 위험하며 폭발에 취약하다. 연료는 인화성이거나 유독하거나 부식성이거나 극저온일 수 있다. 또한 효율이 낮다. 이러한 이유로 로켓 엔진은 절대적으로 필요한 경우에만 사용된다.
전동기는 전기차량에서 사용된다. 예를 들어, 전기자전거, 전동 스쿠터, 소형 보트, 지하철, 열차, 트롤리버스, 노면전차, 그리고 실험용 항공기 등이 있다. 전동기는 매우 효율적일 수 있으며, 90% 이상의 효율은 흔하다. 전동기는 강력하고 신뢰성이 높으며 유지 보수가 적고 어떤 크기로든 제작될 수 있다. 전동기는 변속기를 반드시 사용하지 않고도 다양한 속도와 토크를 제공할 수 있다(물론 변속기를 사용하는 것이 더 경제적일 수 있다). 전동기는 주로 전력 공급의 어려움으로 인해 사용이 제한된다.
압축가스 모터는 일부 차량에서 실험적으로 사용되었다. 이들은 간단하고 효율적이며 안전하고 저렴하며 신뢰할 수 있고 다양한 조건에서 작동한다. 가스 모터를 사용할 때 발생하는 어려움 중 하나는 가스 팽창으로 인한 냉각 효과이다. 이러한 엔진은 주변 환경에서 열을 흡수하는 속도에 따라 제한된다. 그러나 냉각 효과는 에어컨으로도 활용될 수 있다. 압축가스 모터는 또한 가스 압력 저하에 따라 효율이 떨어진다.
이온 추진 엔진은 일부 위성과 우주선에 사용된다. 이들은 진공 상태에서만 효과적이므로 우주 발사체에만 사용이 제한된다. 이온 추진 엔진은 주로 전기로 작동하지만, 세슘이나 최근에는 제논과 같은 추진제도 필요하다. 이온 추진 엔진은 극도로 높은 속도를 달성하고 추진제를 거의 사용하지 않지만, 전력을 많이 소모한다.

### 에너지를 일로 변환
모터와 엔진이 생산하는 기계 에너지는 바퀴, 프로펠러, 노즐 또는 유사한 수단에 의해 일로 변환되어야 한다.
기계 에너지를 운동으로 변환하는 것 외에도 바퀴는 차량이 표면을 따라 굴러가고(궤도 차량 제외) 조향될 수 있게 한다. 바퀴는 5000년 전의 유물이 발견될 정도로 고대 기술이다. 바퀴는 자동차, 병력수송장갑차, 수륙양용차, 비행기, 열차, 스케이트보드, 손수레 등 다양한 차량에 사용된다.
노즐은 거의 모든 반응 엔진과 함께 사용된다. 노즐을 사용하는 차량에는 제트 항공기, 로켓, 퍼스널 워터크래프트가 포함된다.  대부분의 노즐은 원뿔형 또는 종형을 띠지만, 에어로스파이크와 같은 비정통적인 설계도 만들어졌다. 일부 노즐은 무형이며, 예를 들어 벡터 이온 추진기의 전자기장 노즐이 있다.
무한궤도는 때때로 육상 차량을 구동하기 위해 바퀴 대신 사용된다. 무한궤도는 넓은 접촉 면적, 작은 손상의 쉬운 수리, 높은 기동성이라는 장점이 있다. 무한궤도를 사용하는 차량의 예로는 전차, 설상차, 굴착기 등이 있다. 두 개의 무한궤도를 함께 사용하면 조향이 가능하다. 세계에서 가장 큰 육상 차량인 바거 293은 무한궤도로 추진된다.
프로펠러(나사, 팬, 로터 포함)는 유체를 통해 이동하는 데 사용된다. 프로펠러는 고대부터 장난감으로 사용되었지만, 최초의 프로펠러 구동 차량 중 하나인 "공중 나사"를 고안한 사람은 레오나르도 다 빈치였다. 1661년, 투굿 & 헤이즈는 선박 프로펠러로 사용하기 위해 나사를 채택했다. 그 이후로 프로펠러는 실렌제펠린 열차와 수많은 자동차를 포함한 많은 지상 차량에서 테스트되었다. 현대에는 프로펠러가 수상 선박과 항공기, 그리고 호버크래프트와 위그선과 같은 일부 수륙양용 차량에서 가장 흔하게 사용된다. 직관적으로 프로펠러는 작동 유체가 없기 때문에 우주에서 작동할 수 없지만, 일부 출처에서는 우주가 결코 비어 있지 않기 때문에 프로펠러가 우주에서도 작동할 수 있다고 제안했다.
프로펠러 차량과 비슷하게, 일부 차량은 추진을 위해 날개를 사용한다. 돛단배와 글라이더는 돛/날개에서 생성되는 양력의 전방 성분으로 추진된다. 오르니콥터 또한 공기역학적으로 추력을 생성한다. 크고 둥근 앞전이 있는 오르니콥터는 앞전 흡입력으로 양력을 생성한다. 토론토 대학교 항공우주학 연구소의 연구는 2010년 7월 31일 실제 오르니콥터 비행으로 이어졌다.
외륜선은 일부 구형 선박과 그 재건축물에 사용된다. 이 배들은 외륜선으로 알려져 있었다. 외륜선은 단순히 물을 밀어내기 때문에 설계와 제작이 매우 간단하다. 정기 서비스 중인 가장 오래된 배는 스키블라드네르이다. 많은 페달로 보트 또한 추진을 위해 외륜선을 사용한다.
나사 추진 차량은 나선형 플랜지가 장착된 오거 모양의 실린더로 추진된다. 육상과 수상 모두에서 추력을 생성할 수 있기 때문에 일반적으로 전지형 차량에 사용된다. ZiL-2906은 시베리아 오지에서 우주비행사를 구조하기 위해 설계된 소련산 나사 추진 차량이었다.

### 마찰
엔진에서 생산되는 유용한 에너지의 전부 또는 거의 전부가 일반적으로 마찰로 소모되므로, 많은 차량에서 마찰 손실을 최소화하는 것이 매우 중요하다. 마찰의 주요 원천은 구름 마찰과 유체 항력(공기 항력 또는 물 항력)이다.
바퀴는 베어링 마찰이 적고, 공기 타이어는 구름 마찰이 적다. 강철 트랙 위의 강철 바퀴는 훨씬 더 적다.
유선형 디자인으로 공기역학적 항력을 줄일 수 있다.
마찰은 육상 이동을 용이하게 하는 견인력을 제공하는 데 바람직하고 중요하다. 대부분의 육상 차량은 가속, 감속 및 방향 전환을 위해 마찰에 의존한다. 견인력의 갑작스러운 감소는 통제 상실과 사고를 유발할 수 있다.

## 제어

### 스티어링
궤도 차량을 제외한 대부분의 차량에는 최소한 하나의 스티어링 장치가 있다. 바퀴 달린 차량은 앞바퀴 또는 뒷바퀴의 각도를 조절하여 조향한다. B-52 스트라토포트리스는 4개의 주 바퀴 모두 각도를 조절할 수 있는 특수한 배열을 가지고 있다. 스키드도 설상차의 경우처럼 각도를 조절하여 조향하는 데 사용할 수 있다. 선박, 보트, 잠수함, 비행선 및 비행기는 일반적으로 조향을 위해 방향키를 가지고 있다. 비행기에서는 보조 날개가 방향 제어를 위해 비행기를 기울이는 데 사용되며, 때로는 방향키의 도움을 받기도 한다.

### 정지

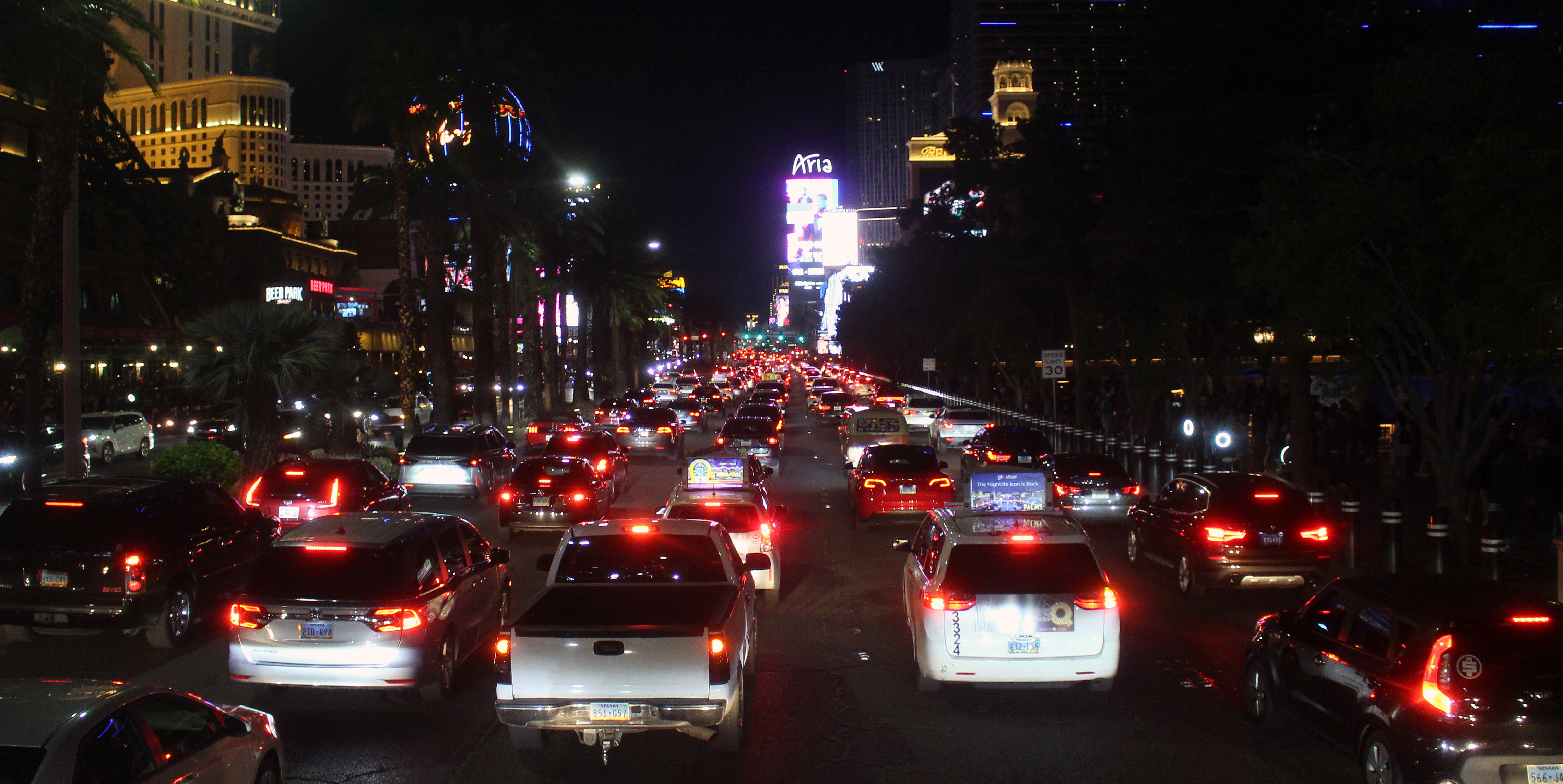
2023년 라스베이거스 스트립의 교통 체증 속에서 정지하는 자동차들

동력이 가해지지 않은 상태에서 대부분의 차량은 마찰력 때문에 정지한다. 그러나 마찰만으로는 차량을 더 빨리 정지시켜야 하는 경우가 많으므로 거의 모든 차량에는 제동기 시스템이 장착되어 있다. 바퀴 달린 차량은 일반적으로 마찰 제동기가 장착되어 있으며, 이는 브레이크 패드(고정자)와 브레이크 로터 사이의 마찰을 사용하여 차량 속도를 늦춘다. 많은 비행기는 지상에서 사용하기 위해 착륙 장치에 동일한 시스템의 고성능 버전을 가지고 있다. 예를 들어 보잉 757의 제동기는 3개의 고정자와 4개의 로터를 가지고 있다. 우주왕복선도 바퀴에 마찰 제동기를 사용한다. 마찰 제동기 외에도 하이브리드 및 전기자동차, 트롤리버스, 전기자전거는 회생 제동기를 사용하여 차량의 위치 에너지 일부를 재활용할 수도 있다. 고속 열차는 때때로 마찰이 없는 에디 전류 브레이크를 사용하지만, 과열 및 간섭 문제로 인해 기술의 광범위한 적용이 제한되었다.
착륙 장치 제동기 외에도 대부분의 대형 항공기에는 감속을 위한 다른 방법이 있다. 항공기에서 에어 브레이크는 전면 단면적을 증가시켜 제동력을 제공하는 공기역학적 표면으로, 항공기의 공기역학적 항력을 증가시킨다. 이는 일반적으로 확장 시 공기 흐름에 저항하고 수축 시 항공기와 평평해지는 플랩으로 구현된다. 역추력 또한 많은 항공기 엔진에서 사용된다. 프로펠러 항공기는 프로펠러의 피치를 역전시켜 역추력을 달성하는 반면, 제트 항공기는 엔진 배기 가스를 앞으로 방향을 틀어 그렇게 한다. 항공모함에서는 어레스팅 기어가 항공기를 정지시키는 데 사용된다. 조종사는 어레스팅 기어가 잡히지 않아 다시 이륙해야 하는 경우 착륙 시에도 최대 전방 추력을 적용할 수 있다.
낙하산은 매우 빠르게 이동하는 차량의 속도를 늦추는 데 사용된다. 낙하산은 ThrustSSC, 유로파이터 타이푼, 아폴로 사령선과 같은 육상, 공중, 우주 차량에 사용되었다. 일부 구형 소련 여객기는 비상 착륙을 위한 제동 낙하산을 가지고 있었다. 보트는 거친 바다에서 안정성을 유지하기 위해 씨 앵커라는 유사한 장치를 사용한다.
감속률을 더욱 높이거나 브레이크가 고장났을 때 차량을 정지시키는 여러 메커니즘을 사용할 수 있다. 자동차와 철도 차량은 일반적으로 주차된 차량을 고정하도록 설계되었지만 주 브레이크가 고장났을 때 제한적인 제동을 제공할 수 있는 주차 브레이크를 가지고 있다. 포워드 슬립이라는 보조 절차는 때때로 더 많은 항력을 유발하기 위해 각도를 주어 비행하여 항공기 속도를 늦추는 데 사용된다.

## 법률
자동차 및 트레일러 범주는 다음 국제 분류에 따라 정의된다.
- 카테고리 M: 승용차.
- 카테고리 N: 화물 운송용 자동차.
- 카테고리 O: 트레일러 및 세미트레일러.

### 유럽 연합
유럽 연합에서 차량 유형 분류는 다음과 같이 정의된다.
- 2001년 12월 20일자 집행위원회 지침 2001/116/EC, 회원국 법률의 자동차 및 트레일러 형식 승인에 관한 이사회 지침 70/156/EEC의 기술 진보에 대한 적응[86][87]
- 2002년 3월 18일 유럽 의회 및 이사회 지침 2002/24/EC, 이륜 또는 삼륜 자동차 형식 승인 및 이사회 지침 92/61/EEC 폐지 관련

유럽 공동체는 공동체의 WVTA (전체 차량 형식 승인) 시스템을 기반으로 한다. 이 시스템에 따라 제조업체는 EC 기술 요구 사항을 충족하는 경우 한 회원국에서 차량 유형에 대한 인증을 획득한 다음 추가 테스트 없이 EU 전역에서 판매할 수 있다. 총체적인 기술 조화는 이미 세 가지 차량 범주(승용차, 오토바이, 트랙터)에서 달성되었으며, 곧 다른 차량 범주(버스, 유틸리티 차량)로 확대될 예정이다. 유럽 자동차 제조업체가 가능한 한 큰 시장에 접근할 수 있도록 보장하는 것이 필수적이다.
공동체 형식 승인 시스템은 제조업체가 내부 시장 기회를 최대한 활용할 수 있도록 하지만, 유엔 유럽 경제 위원회(UNECE) 맥락에서의 전 세계 기술 조화는 유럽 국경을 넘어 시장을 제공한다.

### 면허
많은 경우, 면허나 자격증 없이 차량을 운행하는 것은 불법이다. 가장 덜 엄격한 형태의 규제는 일반적으로 운전자가 운송할 수 있는 승객을 제한하거나 완전히 금지한다(예: 캐나다 초경량 면허에 추가 승인 없음). 다음 수준의 면허는 승객을 허용하지만, 어떠한 형태의 보상이나 지불 없이 가능하다. 개인 자동차 운전면허는 일반적으로 이러한 조건을 갖는다. 승객과 화물 운송을 허용하는 상업용 면허는 더 엄격하게 규제된다. 가장 엄격한 형태의 면허는 일반적으로 통학버스, 위험물 운송 및 비상 차량에 예약된다.
자동차 운전자는 일반적으로 공공 도로에서 운전하는 동안 유효한 자동차 운전면허를 소지해야 하는 반면, 항공기 조종사는 관할 지역 어디에서 비행하든 항상 면허를 소지해야 한다.

### 등록
차량은 종종 등록이 필요하다. 등록은 순전히 법적인 이유, 보험상의 이유, 또는 법 집행 기관이 도난 차량을 회수하는 데 도움이 되기 위함일 수 있다. 예를 들어, 토론토 경찰청은 무료 및 선택적인 자전거 온라인 등록을 제공한다. 자동차의 경우 등록은 종종 차량 번호판 형태로 이루어져 차량 식별을 용이하게 한다. 러시아에서는 트럭과 버스의 번호판 번호가 뒷면에 큰 검은색 글자로 반복되어 있다. 항공기에서는 유사한 시스템이 사용되며, 항공기 등록기호가 다양한 표면에 칠해져 있다. 자동차 및 항공기와 마찬가지로 수상 선박도 대부분의 관할 구역에서 등록 번호를 가지고 있지만, 선박 이름은 고대부터 그랬듯이 여전히 주요 식별 수단이다. 이러한 이유로 중복 등록 이름은 일반적으로 거부된다. 캐나다에서는 엔진 출력이 10 hp (7.5 kW) 이상인 보트는 등록이 필요하며, 이로 인해 흔히 "9.9 hp (7.4 kW)" 엔진이 사용된다.
영국과 온타리오의 경우처럼 차량 등록은 공공 도로에서 사용 승인을 받는 것을 조건으로 할 수 있다. 많은 미국 주에서도 공공 도로에서 운행하는 차량에 대한 요구 사항이 있다. 항공기는 사고 발생 시 사람과 재산에 대한 높은 손상 위험 때문에 더욱 엄격한 요구 사항을 갖는다. 미국에서는 FAA가 항공기에 감항인증을 요구한다. 미국 항공기는 인증을 받기 전에 일정 시간 비행해야 하므로, 실험적 감항인증 조항이 있다. FAA 실험 항공기는 인구 밀집 지역 상공 비행, 혼잡한 공역 비행 또는 불필요한 승객을 태운 비행과 같은 운항에 제한을 받는다. FAA 인증 항공기에 사용되는 재료 및 부품은 기술 표준 명령에 명시된 기준을 충족해야 한다.

### 필수 안전 장비
많은 관할 구역에서 차량 운전자는 안전 장비를 휴대하거나 착용해야 하는 법적 의무가 있다. 일반적인 예로는 자동차의 안전벨트, 오토바이와 자전거의 헬멧, 보트, 버스, 비행기의 소화기, 보트와 상업용 항공기의 구명조끼가 있다. 여객기는 팽창식 슬라이드, 뗏목, 산소 마스크, 산소통, 구명조끼, 위성 비콘, 구급 상자 등 많은 안전 장비를 휴대한다. 구명조끼와 같은 일부 장비는 유용성에 대한 논쟁을 불러일으켰다. 에티오피아 항공 961편 납치 추락 사건의 경우, 구명조끼는 많은 사람을 구했지만, 승객들이 조끼를 너무 일찍 부풀려 많은 사망자를 내기도 했다.

## 통행권
차량이 한 장소에서 다른 장소로 이동할 수 있도록 특정 부동산 계약이 이루어진다. 가장 일반적인 계약은 공공 도로이며, 적절한 면허를 가진 차량은 방해 없이 통행할 수 있다. 이러한 도로는 공공 토지에 있으며 정부가 유지 관리한다. 마찬가지로 유료 도로는 통행료를 지불하면 일반에 개방된다. 이러한 도로와 그 위에 있는 토지는 정부 소유, 사유 또는 둘의 조합일 수 있다. 일부 도로는 사유 소유이지만 일반에 접근을 허용한다. 이러한 도로에는 종종 정부가 유지 관리하지 않는다는 경고 표지판이 있다. 이에 대한 예로는 잉글랜드와 웨일스의 간선도로가 있다. 스코틀랜드에서는 특정 기준을 충족하는 경우 무동력 차량이 토지를 사용할 수 있다. 공공 토지는 때때로 오프로드 차량 사용이 허용된다. 미국 공공 토지에서 토지 관리국(BLM)은 차량 사용 허용 여부를 결정한다.
철도는 종종 철도 회사가 소유하지 않은 토지를 통과한다. 이 토지에 대한 권리는 지역권과 같은 메커니즘을 통해 철도 회사에 부여된다. 선박은 일반적으로 방해를 일으키지 않는 한 공공 수역을 제한 없이 항해할 수 있다. 그러나 갑문을 통과하려면 통행료를 지불해야 할 수도 있다.
"퀴우스 에스트 솔룸, 에이우스 에스트 우스퀘 아드 코엘룸 엣 아드 인페로스"라는 영미법계 전통에 따라 재산 위의 모든 공기를 소유함에도 불구하고, 미국 연방 대법원은 미국 내 항공기가 타인의 재산 위의 공기를 그들의 동의 없이 사용할 항공권을 가진다고 판결했다. 동일한 규칙이 일반적으로 모든 관할 구역에 적용되지만, 쿠바나 러시아와 같은 일부 국가는 돈을 벌기 위해 국가 차원에서 항공권을 활용했다. 항공기가 비행할 수 없는 일부 지역이 있다. 이를 비행 금지 구역이라고 한다. 비행 금지 구역은 일반적으로 스파이 활동이나 공격으로 인한 잠재적 손상 때문에 엄격하게 시행된다. 대한항공 007편 격추 사건의 경우, 여객기는 소련 영토 상공의 비행 금지 구역에 진입했고, 이륙 중 격추되었다.

## 안전
다양한 차량의 안전을 비교하고 평가하는 데 사용되는 몇 가지 다른 지표가 있다. 주요 세 가지는 승객-여행 10억회당 사망자수, 승객-시간 10억시간당 사망자수, 승객-킬로미터 10억킬로미터당 사망자수이다.

## 같이 보기
- 모터 비히클
- 자동차